# Paulianosia clathrata
Paulianosia clathrata là một loài bướm đêm thuộc phân họ Arctiinae, họ Erebidae.